# Fernand de Wouters d'Oplinter
Pour les articles homonymes, voir de Wouters d'Oplinter.
Fernand Léon Sidoine Marie José, baron de Wouters d'Oplinter, né le 8 octobre 1868 à Écaussinnes-Lalaing et décédé le 23 août 1942 à Kortenaken fut un homme politique belge, membre du parti catholique.
Il fut conseiller communal à Kortenaken (1896-1921) et membre du conseil provincial de la province de Brabant (1898-1911). Il fut élu député de l'arrondissement de Bruxelles (1911-36).
Il fut brièvement ministre des Affaires Économiques dans le gouvernement Delacroix II (1920).
Il fut créé baron en 1932.

## Sources
- Bio sur ODIS